# Abdelkader Chaou
Abdelkader Chaou (ALA-LC: Eeabdalqadr Shw (en árabe: عبد القادر شاو‎)‎; (10 de noviembre de 1941 (83 años), Casba de Argel) es un músico, y cantante argelino, muy bien conocido en Argelia por su propio estilo de música chaabi, tanto como cantante como ejecutante de la mandolina argelina, de la que es un virtuoso. Por su importancia  como músico, se le ha reconocido nacionalmente, en un concierto de homenaje, en 2013, un evento que fue el "tributo de sus colegas por una rica carrera."

## Biografía

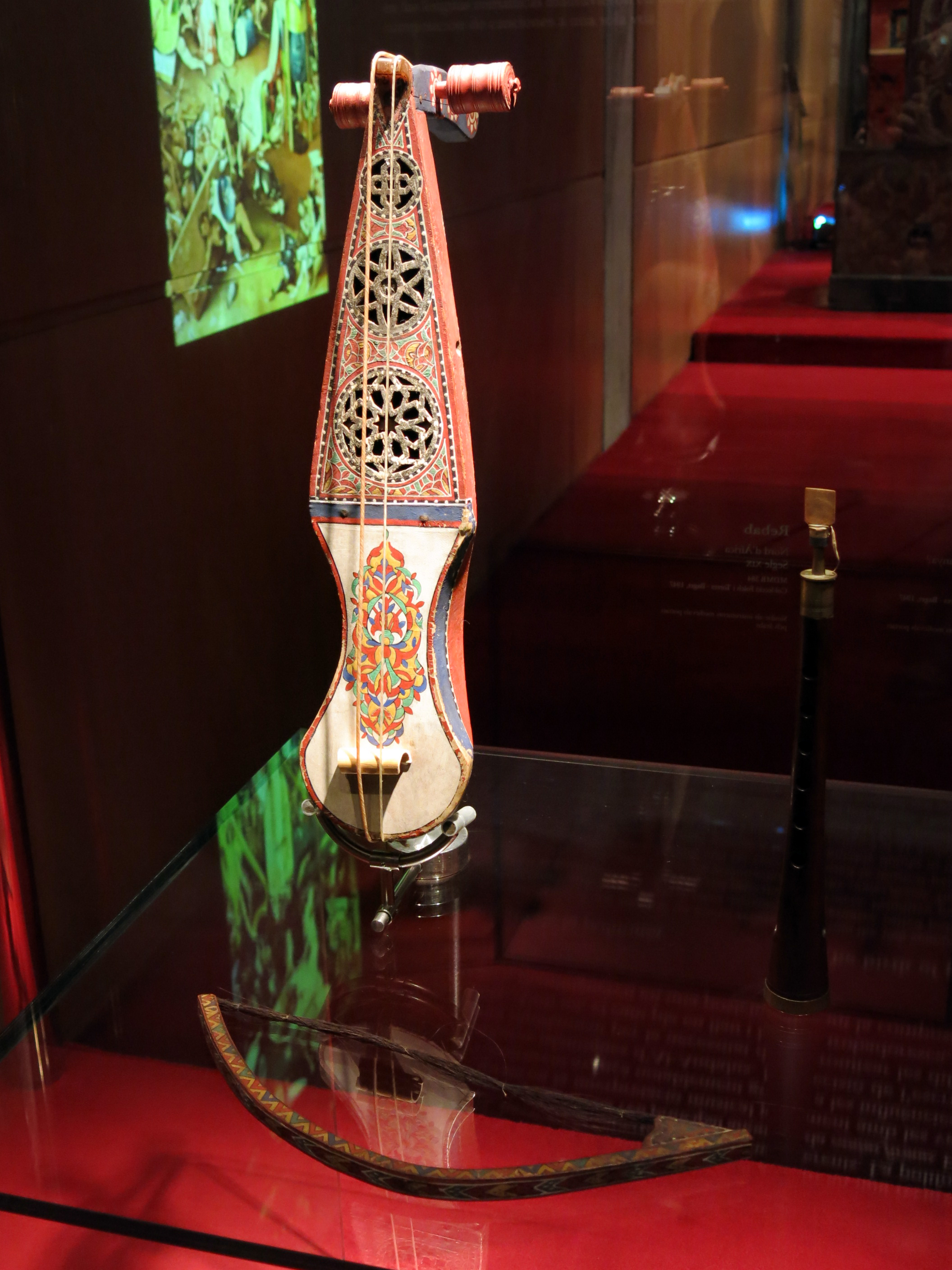
Rebab andalusí o del Magreb.

Abdelkader estudió en el Conservatorio de Argel hasta 1967, dirigido en aquel momento por Hadj Mohamed El Anka. Su propósito al asistir al Conservatorio no era imitar a El Anka, a quien llama "el Maestro", sino aprender técnicas musicales, cómo tocar los instrumentos de la música chaabi y sus normas. Mientras estaba allí aprendió a tocar el violín, la mandolína argelina, oud, piano, qanoûn, rebab, y derbuka (tambor de copa). Además de El Anka, otros músicos se acreditaron haber tenido un impacto en su educación musical como en su carrera, incluyen a Mehdi Tamache, Cherchem, Ahcen Said, y Mahboub Bati. Mahboub Bati es el educador que se hizo cargo de su educación posterior.
Modernizó el chaâbi para hacer que su estilo fuese más vivo y atractivo. La carrera de Chaou comenzó a mostrar signos de éxito, en la década de 1970 con las canciones "Ghazali Goudami" y "Lilah wan cheftou koudami", en 1970; y, "Djah rebi ya djirani" en 1973. Su influencia en la modernización de Chaabi ha tenido una recepción mixta. Algunos lo han acusado de distorsionar la música, mientras que otros, como Mahboub Bati, Mahboub Stambouli, y Skandrani lo han abrazado. Él es quien hizo la conexión entre la guesba ancestral (flauta) y la trompeta, modernizando así el rai tradicional. Abdelkader vive en Argelia donde continúa desempeñándose.
Abdelkader vive en Argelia, en el distrito de Bouzareah (Dos pilares) donde continúa produciendo, y concurriendo a la televisión de Argel.

## Derechos de autor
El cantante ha expresado su satisfacción por el hecho de que la "Oficina Nacional de Derechos de Autor y Conexos" (Onda) pague honorarios anuales a artistas; pero, los considera "insuficientes" y deberían multiplicarse al servicio de la cultura; y, al arte y a los artistas que defienden la imagen del país. Pidió que se intensifiquen las campañas de "Onda" para luchar contra la piratería del producto cultural y artístico en todos los niveles. Por otro lado, pidió a los canales de televisión privados que reciban cantantes de diferentes géneros que respeten a la familia argelina.